# Stefan Florenski
Stefan Józef Florenski (ur. 17 grudnia 1933 w Gliwicach jako Ginter Florenski, zm. 23 lutego 2020 w Hamm) – polski piłkarz występujący na pozycji stopera i skrajnego obrońcy, związany głównie z Górnikiem Zabrze, reprezentant Polski, olimpijczyk z Rzymu (1960).
Dziewięciokrotny mistrz Polski i pięciokrotny zdobywca Pucharu Polski z Górnikiem, finalista Pucharu Zdobywców Pucharów, z piętnastoma medalami MP jest rekordzistą wszech czasów tych rozgrywek. Jako pierwszy w Polsce i jeden z pierwszych w Europie stosował wślizgi podczas gry.

## Kariera klubowa
Florenski jako chłopiec w czasie II wojny światowej miał rzekomo występować w niemieckim klubie Germania w Sośnicy. Rok po zakończeniu wojny rozpoczął treningi w Orle Sośnica (klub zmienił później szyld na Górnika). Występował w nim na pozycji napastnika, strzelając dużo goli. W 1956 otrzymał propozycję gry we wchodzącym do ekstraklasy Górniku Radlin. W tym samym roku grający w klasie A sośniczanie zmierzyli się w towarzyskim spotkaniu z beniaminkiem I ligi Górnikiem Zabrze (0:8). Florenskim zainteresował się wówczas trener zabrzan Augustyn Dziwisz. Przeciwnikiem przejścia piłkarza do Zabrza był jednak prezes sośniczan Władysław Lubański (ojciec Włodzimierza), który uważał, że młodzieniec wpadnie tam w złe towarzystwo. Za jego namową Florenski podpisał wstępny kontrakt z beniaminkiem drugiej ligi Piastem Gliwice. Zdeterminowani działacze z Zabrza nie rezygnowali i obiecali zawodnikowi miejsce w podstawowym składzie, ostatecznie przekonując go do transferu. Florenski miał zastąpić w zespole starszego o 5 lat Antoniego Franosza. Za parafowanie umowy otrzymał mundur górniczy.
W nowym klubie zadebiutował 17 marca 1957 w meczu 1/8 finału Pucharu Polski z Lechią Gdańsk (3:0). Florenski reprezentował barwy Górnika przez piętnaście sezonów, zostając z nim w tym czasie dziewięciokrotnie mistrzem Polski (1957, 1959, 1961, 1962/63, 1963/64, 1964/65, 1965/66, 1966/67, 1970/71), co jest rekordem tych rozgrywek, ponadto dwukrotnie wicemistrzem (1962, 1968/69) i czterokrotnie brązowym medalistą (1958, 1960, 1967/68, 1969/70). Pięciokrotnie świętował zdobycie Pucharu Polski (1964/65, 1967/68, 1968/69, 1969/70, 1970/71), trzykrotnie jego zespół przegrywał decydujące spotkanie (1956/57, 1961/62, 1965/66). W 1970 wystąpił w finale Pucharu Zdobywców Pucharów, w którym górnicy przegrali w Wiedniu z Manchesterem City (1:2). Wcześniej, w 1963 zagrał w pierwszym meczu finału Interligi o Puchar Ameryki z West Ham United (1:1, w rewanżu Polacy przegrali 0:1). Ostatni raz wybiegł na murawę w koszulce Górnika 15 listopada 1970 w meczu ligowym z ROW Rybnik (0:1).
Jako defensor prezentował wysoką klasę, cechowały go celne i dalekie wykopy z obu nóg, dobra gra głową, szybkość, orientacja i zdecydowanie. Jego wślizgi były czyste technicznie, atakował zawsze piłkę, nigdy nogi. Parę stoperów współtworzył ze Stanisławem Oślizłą. W I lidze wystąpił w 258 spotkaniach (zdobył dwie bramki), w Pucharze Polski zagrał 38 razy, a w rozgrywkach UEFA 26 razy. Dla Górnika rozegrał łącznie 337 oficjalnych spotkań, co plasuje go na czwartym miejscu w klubowej klasyfikacji wszech czasów, za Zygfrydem Szołtysikiem (512 gier), Oślizłą (404) i Erwinem Wilczkiem (400). Jest najstarszym w historii mistrzem Polski w barwach Górnika (w momencie zdobycia tytułu w 1971 miał 37 lat), przez długi czas był też najstarszym w ogóle piłkarzem zabrzan. Starały się o niego Bayer 04 Leverkusen i Werder Brema, nie zdecydował się jednak na zmianę ligi.
Kilkukrotnie był dyskwalifikowany przez Polski Związek Piłki Nożnej. W maju 1969 w wyjazdowym ligowym meczu na Stadionie Śląskim z GKS Katowice (przerwany w 81. minucie przy stanie 1:2, zweryfikowany następnie jako walkower dla katowiczan) doszło do przepychanek między piłkarzami Górnika a stronniczym arbitrem Bogdanem Hirschem, podczas których Włodzimierz Lubański szturchnął sędziego w plecy. Ten przerwał mecz, a w protokole sędziowskim jako winnego wskazał stojącego za nim, powstrzymującego napierających kolegów Florenskiego, który chcąc uchronić młodszego kolegę przed karą nie zaprotestował. Krajowa federacja początkowo zawiesiła go na dwa lata, wrócił jednak go gry już we wrześniu, gdy Lubański wyjawił działaczom prawdę.
Na początku 1971 występował krótko w Górniku Wesoła, z którego w kwietniu tamtego roku w wyniku fuzji kilku klubów powstał GKS Tychy. Bronił jego barw na trzecim poziomie rozgrywkowym do 1973 (tyszanie awansowali wówczas na zaplecze elity), po czym zakończył piłkarską karierę.
Od 1972 pracował w zabrzańskim Górniku jako asystent trenera, najpierw u boku Jana Kowalskiego, później też Gyuli Szücsa i Teodora Wieczorka. Samodzielnie prowadził m.in. macierzystą Sośnicę Gliwice (dawny Orzeł i Górnik).

## Kariera międzynarodowa
Florenski zadebiutował w prowadzonej przez selekcjonerów Henryka Reymana i Feliksa Dyrdę reprezentacji Polski 29 września 1957 w towarzyskim meczu z Bułgarią (1:1). Wystąpił następnie w trzech spotkaniach nieudanych dla Polaków eliminacji MŚ 1958, w tym w wygranym ze Związkiem Radzieckim meczu w Chorzowie (2:1). Znalazł się w kadrze na igrzyska olimpijskie 1960 w Rzymie, jednak w rozegranym już we Włoszech sparingu z lokalnym zespołem klubowym złamał nogę, co wyłączyło go z udziału w olimpiadzie. W składzie ekipy zastąpił go Henryk Grzybowski.
Następnie na wiele lat zniknął z kadry narodowej, co było pokłosiem jego konfliktów z działaczami, m.in. o buty Adidasa, w przydziale których został pominięty i odtąd po otrzymywaniu kolejnych powołań odsyłał do związku zwolnienia lekarskie. Na kolejny – i jak się okazało ostatni – występ zgodził się dopiero w 1968, gdy rywalem biało-czerwonych była Irlandia (1:0). W państwowym zespole wystąpił łącznie w jedenastu grach, ośmiu towarzyskich i trzech eliminacyjnych do mistrzostw świata.

## Życie prywatne
Pochodził z Sośnicy, dzielnicy Gliwic. Wychował się w górniczej rodzinie bez tradycji sportowych. Z zawodu był technikiem-górnikiem, posiadał też uprawnienia instruktora piłki nożnej. W młodości pracował przy transporcie węgla w kopalni Sośnica. Nosił pseudonim Florek. Miał żonę Mariannę, z którą wziął ślub w 1958, a z nią córkę Zuzannę i syna. Wraz z małżonką został w 2008 odznaczony Medalem za Długoletnie Pożycie Małżeńskie. W reprezentacji Polski juniorów występował jego siostrzeniec, Werner Wieczorek.
W 1981, niedługo przed wprowadzeniem w Polsce stanu wojennego, wyjechał wraz z rodziną do Niemiec Zachodnich w odwiedziny do matki. Pozostał tam na zawsze, osiedlając się w Hamm, gdzie mieszkało wielu Ślązaków. Krótko szkolił juniorów w miejscowym klubie, pracował jednocześnie przez pięć lat jako operator maszyny w kopalni węgla kamiennego w Hamm. Na emeryturę przeszedł w 1986.
W 2011 został oficjalnym ambasadorem Górnika Zabrze. Wystąpił w dwóch filmach dokumentalnych: „O krok od pucharu - Górnik Zabrze 1969/1970” (2012) oraz „Ostatni mecz Ernesta Pohla” (2013).
W ostatnich trzech latach życia chorował, w końcowym okresie stracił kontakt z otoczeniem. Zmarł w wieku 86 lat.

## Statystyki

### Klubowe
| Klub          | Sezon     | Liga    | Liga  | Liga   | Puchar | Puchar | Europa | Europa | Inne  | Inne   | Suma  | Suma   |
| Klub          | Sezon     | Liga    | Mecze | Bramki | Mecze  | Bramki | Mecze  | Bramki | Mecze | Bramki | Mecze | Bramki |
| ------------- | --------- | ------- | ----- | ------ | ------ | ------ | ------ | ------ | ----- | ------ | ----- | ------ |
| Górnik Zabrze | 1957      | I liga  | 19    | 0      | 4      | 0      | —      | —      | —     | —      | 23    | 0      |
| Górnik Zabrze | 1958      | I liga  | 22    | 0      | —      | —      | —      | —      | —     | —      | 22    | 0      |
| Górnik Zabrze | 1959      | I liga  | 17    | 0      | —      | —      | —      | —      | —     | —      | 17    | 0      |
| Górnik Zabrze | 1960      | I liga  | 4     | 0      | —      | —      | —      | —      | —     | —      | 4     | 0      |
| Górnik Zabrze | 1961      | I liga  | 15    | 0      | —      | —      | 2      | 0      | 4     | 0      | 21    | 0      |
| Górnik Zabrze | 1962      | I liga  | 14    | 0      | 5      | 0      | —      | —      | —     | —      | 19    | 0      |
| Górnik Zabrze | 1962/1963 | I liga  | 24    | 0      | 4      | 0      | —      | —      | —     | —      | 28    | 0      |
| Górnik Zabrze | 1963/1964 | I liga  | 25    | 1      | 0      | 0      | 4      | 0      | 6     | 0      | 35    | 1      |
| Górnik Zabrze | 1964/1965 | I liga  | 25    | 1      | 5      | 0      | 3      | 0      | —     | —      | 33    | 1      |
| Górnik Zabrze | 1965/1966 | I liga  | 24    | 0      | 4      | 0      | 3      | 0      | —     | —      | 31    | 0      |
| Górnik Zabrze | 1966/1967 | I liga  | 9     | 0      | 0      | 0      | 2      | 0      | 5     | 0      | 16    | 0      |
| Górnik Zabrze | 1967/1968 | I liga  | 22    | 0      | 5      | 0      | 6      | 0      | —     | —      | 33    | 0      |
| Górnik Zabrze | 1968/1969 | I liga  | 20    | 0      | 6      | 0      | —      | —      | —     | —      | 26    | 0      |
| Górnik Zabrze | 1969/1970 | I liga  | 14    | 0      | 4      | 0      | 5      | 0      | —     | —      | 23    | 0      |
| Górnik Zabrze | 1970/1971 | I liga  | 4     | 0      | 1      | 0      | 1      | 0      | —     | —      | 6     | 0      |
| Górnik Zabrze | Ogólnie   | Ogólnie | 258   | 2      | 38     | 0      | 26     | 0      | 15    | 0      | 337   | 2      |

### Międzynarodowe
| Polska  | Polska | Polska |
| Rok     | Mecze  | Gole   |
| ------- | ------ | ------ |
| 1957    | 4      | 0      |
| 1958    | 5      | 0      |
| 1959    | 1      | 0      |
| 1968    | 1      | 0      |
| Ogólnie | 11     | 0      |

| 1.  | 29.09.1957 | Sofia, Bułgaria           | Bułgaria          | 1:1 | towarzyski  |
| 2.  | 20.10.1957 | Chorzów, Polska           | Związek Radziecki | 2:1 | el. MŚ 1958 |
| 3.  | 03.11.1957 | Warszawa, Polska          | Finlandia         | 4:0 | el. MŚ 1958 |
| 4.  | 24.11.1957 | Lipsk, Niemcy Wschodnie   | Związek Radziecki | 0:2 | el. MŚ 1958 |
| 5.  | 11.05.1958 | Chorzów, Polska           | Irlandia          | 2:2 | towarzyski  |
| 6.  | 25.05.1958 | Kopenhaga, Dania          | Dania             | 2:3 | towarzyski  |
| 7.  | 28.06.1958 | Rostock, Niemcy Wschodnie | Niemcy Wschodnie  | 1:1 | towarzyski  |
| 8.  | 14.09.1958 | Chorzów, Polska           | Węgry             | 1:3 | towarzyski  |
| 9.  | 05.10.1958 | Dublin, Irlandia          | Irlandia          | 2:2 | towarzyski  |
| 10. | 20.05.1959 | Hamburg, Niemcy Zachodnie | Niemcy Zachodnie  | 1:1 | towarzyski  |
| 11. | 30.10.1968 | Chorzów, Polska           | Irlandia          | 1:0 | towarzyski  |

## Sukcesy
Górnik Zabrze
- I liga Mistrz: 1957, 1959, 1961, 1962/63, 1963/64, 1964/65, 1965/66, 1966/67, 1970/71
- I liga Wicemistrz: 1962, 1968/69
- I liga Trzecie miejsce: 1958, 1960, 1967/68, 1969/70
- Puchar Polski Zwycięstwo: 1964/65, 1967/68, 1968/69, 1969/70, 1970/71
- Puchar Polski Finał: 1956/57, 1961/62, 1965/66
- Puchar Europy Ćwierćfinał: 1967/68
- Puchar Zdobywców Pucharów Finał: 1969/70
- Puchar Zdobywców Pucharów Ćwierćfinał: 1970/71
- International Soccer League Finał: 1963

GKS Tychy
- III liga Awans do II ligi: 1972/73[r]